# Zo ben jij (Antoon)
Zo ben jij is een lied van de Nederlandse zanger Antoon in samenwerking met zangeres Sterre. Het werd in 2021 als single uitgebracht en stond in 2023 als zevende track op het album Engel van Antoon.

## Achtergrond
Zo ben jij is geschreven door Antoon en Paul Sinha en geproduceerd door Antoon. Het is een nederpoplied waarin de liedverteller zingt over zijn vriendin, welke erg controlerend is. De zanger besef echter dat zij gewoon zo is, dat hij haar niet kan veranderen en dat hij haar toch niet zonder haar kan. Het is de eerste keer dat de artiesten met elkaar samenwerken; een samenwerking welke zij naar eigen zeggen al lange tijd wilden aangaan. De single heeft in Nederland de gouden status.

## Hitnoteringen
De artiesten hadden bescheiden succes in Nederland met het lied. In de Single Top 100 was het zeven weken te vinden, waarin het piekte op de 52e plek. Er was geen notering in de Top 40, maar het kwam tot de achttiende plaats van de Tipparade.